# Microrregión de Colíder
La microrregión de Colíder es una de las microrregiones del estado brasilero de Mato Grosso perteneciente a la mesorregión Norte Mato-Grossense. Su población fue estimada en 2006 por el IBGE en 125.113 habitantes y está dividida en ocho municipios. Posee un área total de 42.462,202 km².

## Municipios
- Colíder
- Guarantã do Norte
- Matupá
- Nova Canaã do Norte
- Nova Guarita
- Novo Mundo
- Peixoto de Azevedo
- Terra Nova do Norte

- Datos: Q2148066
- Multimedia: Colíder / Q2148066